# Ster Elektrotoer 2009
Lo Ster Elektrotoer 2009, ventitreesima edizione della corsa, si svolse dal 17 al 21 giugno su un percorso di 729 km ripartiti in 5 tappe, con partenza da Gemert-Bakel e arrivo a Helmond. Fu vinto dal belga Philippe Gilbert della squadra Silence-Lotto davanti all'olandese Niki Terpstra e allo sloveno Borut Božič.

## Tappe
| Tappa  | Data      | Percorso                                        | km    | Vincitore di tappa | Leader cl. generale |
| ------ | --------- | ----------------------------------------------- | ----- | ------------------ | ------------------- |
| 1ª     | 17 giugno | Gemert-Bakel > Gemert-Bakel (cron. individuale) | 6,9   | Niki Terpstra      | Niki Terpstra       |
| 2ª     | 18 giugno | Eindhoven > Sittard-Geleen                      | 175,3 | André Greipel      | Niki Terpstra       |
| 3ª     | 19 giugno | Nuth > Nuth                                     | 178,8 | André Greipel      | André Greipel       |
| 4ª     | 20 giugno | Verviers > Jalhay                               | 188,8 | Philippe Gilbert   | Niki Terpstra       |
| 5ª     | 21 giugno | Beek > Helmond                                  | 179   | André Greipel      | Philippe Gilbert    |
| Totale | Totale    | Totale                                          | 729   |                    |                     |

## Dettagli delle tappe

### 1ª tappa
- 17 giugno: Gemert-Bakel > Gemert-Bakel (cron. individuale) – 6,9 km

| Pos. | Corridore        | Squadra      | Tempo |
| ---- | ---------------- | ------------ | ----- |
| 1    | Niki Terpstra    | Milram       | 7'59" |
| 2    | Lieuwe Westra    | Vacansoleil  | a 2"  |
| 3    | Piet Rooijakkers | Skil-Shimano | a 7"  |

| Pos. | Corridore        | Squadra      | Tempo |
| ---- | ---------------- | ------------ | ----- |
| 1    | Niki Terpstra    | Milram       | 7'59" |
| 2    | Lieuwe Westra    | Vacansoleil  | a 2"  |
| 3    | Piet Rooijakkers | Skil-Shimano | a 7"  |

### 2ª tappa
- 18 giugno: Eindhoven > Sittard-Geleen – 175,3 km

| Pos. | Corridore         | Squadra    | Tempo    |
| ---- | ----------------- | ---------- | -------- |
| 1    | André Greipel     | Columbia   | 4h07'36" |
| 2    | Danilo Napolitano | Katusha    | s.t.     |
| 3    | Tom Boonen        | Quick Step | s.t.     |

| Pos. | Corridore     | Squadra     | Tempo    |
| ---- | ------------- | ----------- | -------- |
| 1    | Niki Terpstra | Milram      | 4h15'39" |
| 2    | Lieuwe Westra | Vacansoleil | a 2"     |
| 3    | Tom Boonen    | Quick Step  | s.t.     |

### 3ª tappa
- 19 giugno: Nuth > Nuth – 178,8 km

| Pos. | Corridore     | Squadra     | Tempo    |
| ---- | ------------- | ----------- | -------- |
| 1    | André Greipel | Columbia    | 4h29'36" |
| 2    | Allan Davis   | Quick Step  | s.t.     |
| 3    | Borut Božič   | Vacansoleil | s.t.     |

| Pos. | Corridore     | Squadra     | Tempo    |
| ---- | ------------- | ----------- | -------- |
| 1    | André Greipel | Columbia    | 8h45'09" |
| 2    | Niki Terpstra | Milram      | a 6"     |
| 3    | Lieuwe Westra | Vacansoleil | a 8"     |

### 4ª tappa
- 20 giugno: Verviers > Jalhay – 188,8 km

| Pos. | Corridore        | Squadra       | Tempo    |
| ---- | ---------------- | ------------- | -------- |
| 1    | Philippe Gilbert | Silence-Lotto | 4h39'35" |
| 2    | Allan Davis      | Quick Step    | a 2"     |
| 3    | Borut Božič      | Vacansoleil   | s.t.     |

| Pos. | Corridore        | Squadra       | Tempo     |
| ---- | ---------------- | ------------- | --------- |
| 1    | Niki Terpstra    | Milram        | 13h24'52" |
| 2    | Philippe Gilbert | Silence-Lotto | s.t.      |
| 3    | Piet Rooijakkers | Skil-Shimano  | a 12"     |

### 5ª tappa
- 21 giugno: Beek > Helmond – 179 km

| Pos. | Corridore         | Squadra                 | Tempo    |
| ---- | ----------------- | ----------------------- | -------- |
| 1    | André Greipel     | Columbia                | 3h58'43" |
| 2    | Danilo Napolitano | Katusha                 | s.t.     |
| 3    | Roberto Ferrari   | LPR Brakes Farnese Vini | s.t.     |

| Pos. | Corridore        | Squadra       | Tempo     |
| ---- | ---------------- | ------------- | --------- |
| 1    | Philippe Gilbert | Silence-Lotto | 17h23'33" |
| 2    | Niki Terpstra    | Milram        | a 2"      |
| 3    | Borut Božič      | Vacansoleil   | a 9"      |

## Classifiche finali

### Classifica generale
| Pos. | Corridore           | Squadra                      | Tempo     |
| ---- | ------------------- | ---------------------------- | --------- |
| 1    | Philippe Gilbert    | Silence-Lotto                | 17h23'33" |
| 2    | Niki Terpstra       | Team Milram                  | a 2"      |
| 3    | Borut Božič         | Vacansoleil Pro Cycling Team | a 9"      |
| 4    | Tom Boonen          | Quick Step                   | a 12"     |
| 5    | Piet Rooijakkers    | Skil-Shimano                 | a 14"     |
| 6    | Sebastian Langeveld | Rabobank                     | a 19"     |
| 7    | Hayden Roulston     | Cervélo TestTeam             | s.t.      |
| 8    | Bram Tankink        | Rabobank                     | a 27"     |
| 9    | Allan Davis         | Quick Step                   | a 29"     |
| 10   | Jan Bakelants       | Topsport Vlaanderen-Mercator | a 33"     |